# 中ソ対立

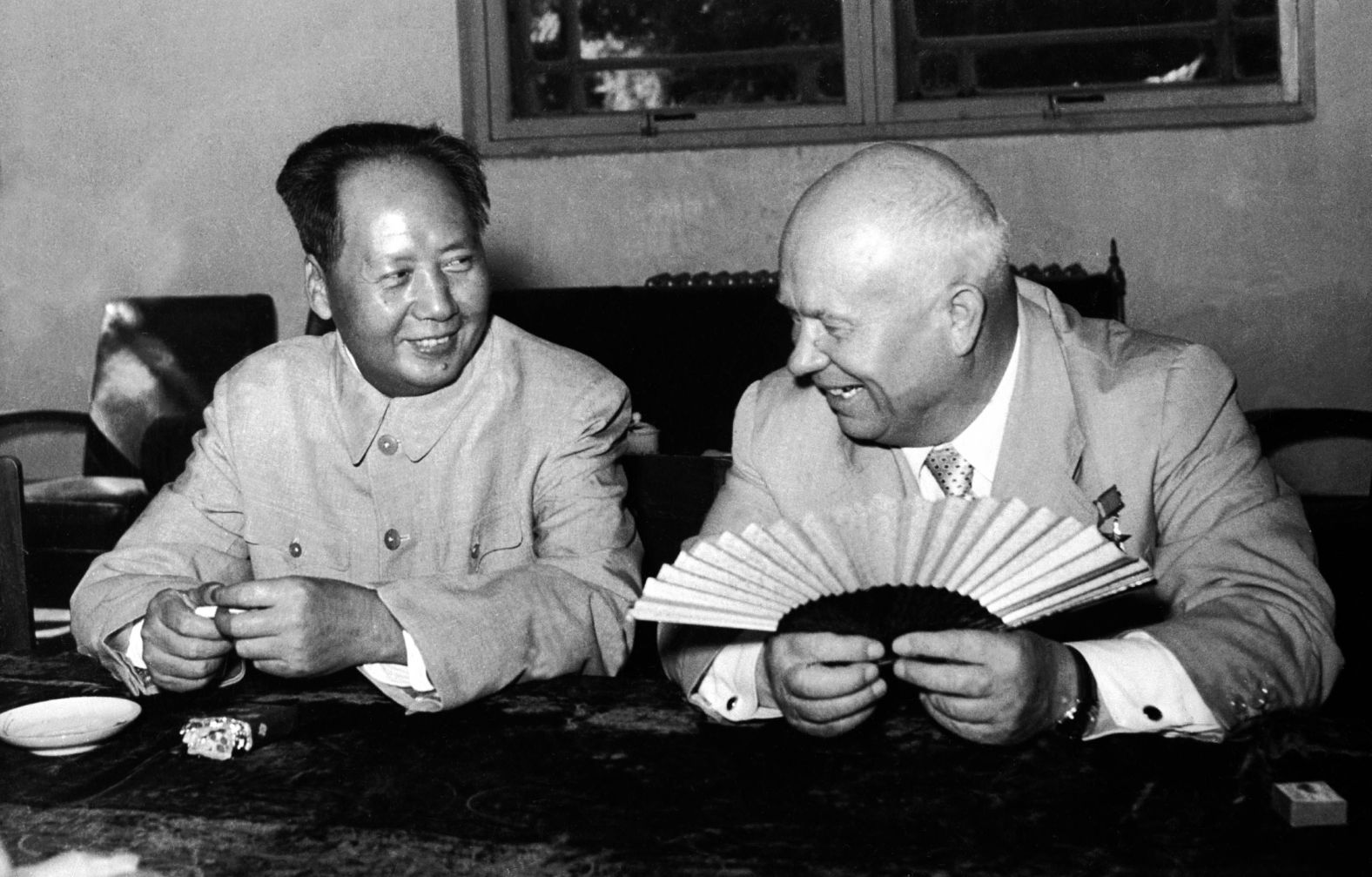
ソ連共産党のニキータ・フルシチョフ第一書記（右）と中国共産党の毛沢東党主席

中ソ対立（ちゅうソたいりつ、ロシア語: Советско–китайский раскол、中国語: 中苏交恶、英語: Sino-Soviet split）は、1956年から1960年にかけて表面化した中華人民共和国とソビエト連邦の対立状態である。始めは政党間の理論、路線対立だったが、次第にイデオロギー、軍事、政治に至るまで広がった。

## 主な事件

### 対立の始まり
- 1956年
  - 2月、ソ連共産党第20回党大会で党中央委員会第一書記ニキータ・フルシチョフがスターリン批判を行い、平和共存路線を採択し、東ヨーロッパ各地で動揺が広がる。
これを契機に中国とソ連の間でイデオロギー論争が生じる。
  - 同年10月、ハンガリー動乱。
- 1957年10月
モスクワでロシア革命40周年記念式典が開催され、中国共産党中央委員会主席毛沢東が2度目となるソ連訪問を行う。モスクワ大学で講演し、「東風は西風を圧す」を語り暗にフルシチョフの平和共存政策を批判した。
- 1958年7月
フルシチョフが中国を訪問し、毛沢東との会談で中ソ共同艦隊等の提案をするも、毛はこれを拒否した。
- 1959年
  - 6月、ソ連が原爆供与に関する中ソ間の国防用新技術協定を破棄。
  - 同年10月、フルシチョフが中国を訪問し、毛沢東と会談するも意見不一致の為共同声明出ず。
- 1960年
  - 4月、人民日報及び紅旗が共同論説「レーニン主義万歳」を発表。中ソ論争が表面化し、同年6月にソ連は中国に派遣していた技術専門家を引き揚げる。
  - 11月、モスクワで81カ国共産党会議を開催し、中国とソ連の間で意見を調整し、妥協的なモスクワ宣言を発表した。
- 1961年
  - 7月6日、朝鮮民主主義人民共和国がソ連とソ朝友好協力相互援助条約をモスクワで締結。
  - 7月11日、朝鮮民主主義人民共和国が中国と中朝友好協力相互援助条約を北京で締結。
- 1961年10月
フルシチョフはソ連共産党第22回大会においてアルバニアを非難した。これに対し、中国国務院総理周恩来がアルバニアを擁護してフルシチョフを批判し、中途で帰国した。
- 1962年10月
中印国境紛争が発生。この際ソ連がインドに武器援助を行う。
- 1962年
平和共存に関する中ソ論争が発生。キューバ危機に際して、中国はソ連を「冒険主義」「敗北主義」「大国主義」として非難。この頃中ソ対立は西側にも公然のものとなった。
- 1963年7月
ソ連と中国の共産党会談が成果無いまま終了、対立は一層拡大（第三国からは「聾者同士の対談」と揶揄された）する。
会談以降、毛沢東はフルシチョフを『似非共産主義者』と罵倒し、修正主義に対しては終わりなき闘争を表明。
- 1964年10月
16日、中国が初の原爆実験に成功。なお同月14日にはフルシチョフが失脚。中国はこれを歓迎し、11月に周恩来を団長とする大型代表団をモスクワに送り、レオニード・ブレジネフ、アレクセイ・コスイギンらソ連指導部と会談するも関係改善ならず、以降対立は深刻化し国家関係もほとんど断絶状態になる。
- 1965年
アメリカ軍がベトナム戦争に介入。
- 1966年
5月、中国で文化大革命が始まり、同年8月には中国がソ連を「社会帝国主義」と批判する。
10月7日、ソ連政府は中国の在ソ全留学生の休学を決定し、留学生らに対して10月中にソ連を退去するよう命令した。
- 1967年
1月、ヨーロッパから中国へ帰国途中の留学生が、赤の広場に向かってレーニン廟に献花し、黙祷の後に『毛沢東語録』を朗読したが、ソ連当局に阻止された。
同年2月、ソ連当局がモスクワにある中国大使館を襲撃。文化大革命の写真などが展示されているガラスケースを破壊し、大使館員に暴行を加えたとされる。これに対抗するように北京のソ連大使館には紅衛兵のデモ隊が侵入した[1]。
- 1968年8月
チェコスロバキアでプラハの春。ソ連を中心としたワルシャワ条約機構軍がチェコスロバキアに侵入し、指導者であるアレクサンデル・ドプチェク等を逮捕するなどして鎮圧した。中国は「ソ連の裏切り者たちは強盗集団になりはてた」とソ連を非難。

### 軍事的対立と米中接近
- 1969年
  - 同年3月、国境問題をめぐってウスリー江のダマンスキー島（中国名：珍宝島）で大規模な軍事衝突が発生し（珍宝島事件）、中ソ国境紛争が勃発する。
  - 同年8月、中ソ両軍が新疆ウイグル自治区で衝突。
同月末、ソ連が、中国の核施設を攻撃した際にアメリカが取る対応について非公式に打診してきたとアメリカ中央情報局がマスコミに明かす[2]。直後、ソ連共産党の機関誌『プラウダ』が中国を非難し、間接的に中国への核攻撃を示唆した。これに対して毛沢東はソ連への核攻撃の準備と、中国全土での核シェルターの建設を命じた[2]。また、北京に指導者が集中していると核攻撃で全滅する可能性があると言い、指導層に地方分散を命じた。
  - 同年9月、北ベトナムのホー・チ・ミン主席国葬の帰途にソ連のアレクセイ・コスイギン首相が北京で周恩来総理と会談。北京空港で、国境問題を含めた両国関係について話し合うものの、前向きな結論は全く出なかった。
  - 同年10月
十大元帥の一人である陳毅外交部長が、周恩来に米ソの矛盾を利用し米中関係を打開することを提案[3] した。毛沢東はこの提案を受け入れ、米中関係の正常化が始まる。なおこれらの戦略変換は極秘裏で進められ、1971年のヘンリー・キッシンジャーの中国訪問が公表されるまで、中国は表面的には米ソ双方を非難し続けた[3]。また同月に北京で中ソ国境会談がコスイギン・周恩来会談を受けて開催され、会談の結果武力行使は沈静化する。
- 1970年
  - 同年3月、カンボジアでアメリカの支援を受けたロン・ノル将軍がクメール共和国を樹立し、ノロドム・シアヌーク国王を追放。シハヌークは中国へ亡命。
  - 同年4月、米軍・南ベトナム軍がカンボジア国境を侵犯（カンボジア内戦の始まり）。
  - 同年7月9日
キッシンジャー大統領補佐官が極秘裏に中国を訪問し、7月16日に米中両国がこれを発表した。
- 1971年10月
第26回国際連合総会にてアルバニア決議採択を受け、中華人民共和国が国際連合の中国の代表として認められ、中華民国が脱退する。中国と対立しつつもソ連は中国代表権問題についての立場は変えず、アルバニア決議に賛成票を投じ、アメリカは反対票を投じた。
- 1972年2月
アメリカ合衆国大統領リチャード・ニクソンが中国を訪問（ニクソン大統領の中国訪問）。
  - 日本はアメリカに梯子を外された頭越し外交による屈辱と、米中両国への対抗心から同年9月に日中国交正常化を実現させ、一つの中国原則から、中華民国（台湾）とは国交断絶になる[4]。
- 1973年3月
アメリカ軍がベトナムから完全撤退。ラオス内戦終結。
- 1975年
  - 4月30日、サイゴン陥落によってベトナム共和国（南ベトナム）が崩壊し、ベトナム戦争が終結する。カンボジアでクメール・ルージュがプノンペンを占領し、クメール共和国が崩壊した。
  - 5月にラオスが完全な共産主義国家となる（パテート・ラーオ）。
- 1976年
  - 同年1月、カンボジアで中国の支援を受けた民主カンプチア成立。
  - 同年7月2日、ベトナム社会主義共和国成立。
  - 同年9月9日、毛沢東が死去。
- 1977年
華国鋒体制を確立。文化大革命の終結を宣言。
- 1978年
  - 1月、ベトナムとカンボジアの国境紛争が激化し、国交断絶。
  - 6月、ベトナムがコメコン加盟。
  - 11月、ソ連・ベトナム友好協力条約が調印された。
- 1979年
  - 同年1月、米中国交正常化が実現。ソ連が支援したベトナム軍がカンボジアに侵攻しクメール・ルージュを打倒、民主カンプチアが崩壊（カンボジア・ベトナム戦争）。
  - 同年2月、ベトナムによるカンボジア侵攻の報復として中国人民解放軍がベトナムを攻撃し、中越戦争が勃発。同年4月には中国は中ソ友好同盟相互援助条約を破棄した。
  - 12月、ソ連・アフガン戦争（1988年終結）発生。
- 1980年代
米ソ冷戦がデタントの時代から再び激しい対立の時代へ。
  - 1980年4月11日、中ソ友好同盟相互援助条約が失効。

### 関係好転とソ連崩壊
- 1981年6月
中国が鄧小平・胡耀邦体制になり、ソ連との関係を好転させる方向へ向かい始める。
- 1985年3月
ソ連でミハイル・ゴルバチョフが書記長に就任し、翌1986年にペレストロイカ（改革）とグラスノスチ（情報公開）の路線を打ち出した。
- 1989年
  - 5月、ゴルバチョフが中国を訪問し、国家関係の正常化を盛り込んだ中ソ共同コミュニケを発表したが、その直後の6月4日に天安門事件が発生する。
  - 同年6月から12月、東欧革命が勃発する。
  - 12月3日にはマルタ会談（米ソ首脳会談）が行われ、冷戦終結を宣言した。
- 1991年
  - 3月、ワルシャワ条約機構軍事機構が廃止される。
  - 同年6月、経済相互援助会議が解散。
  - 同年7月、ワルシャワ条約機構が正式解散。
  - 同年8月、ソ連8月クーデター発生。
  - 同年12月、ソビエト連邦の崩壊。

## 東側諸国への影響

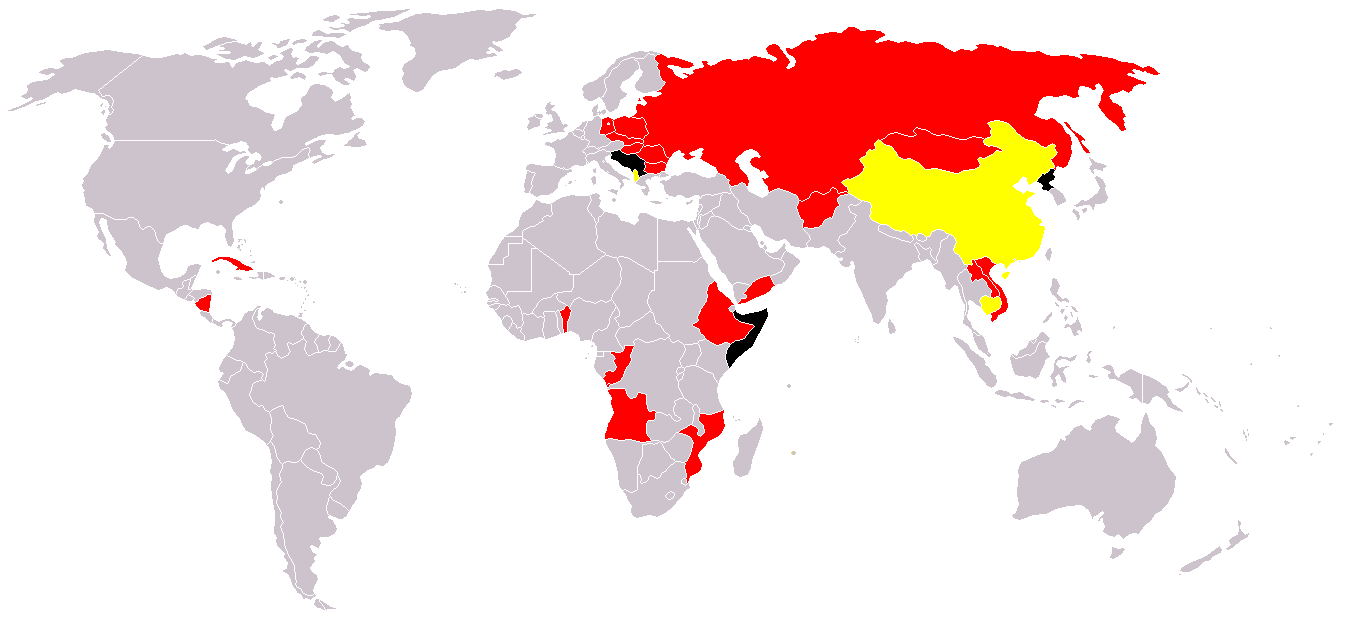
中ソ対立と東側諸国
赤＝ソビエト連邦及びソビエト連邦に与した東側諸国（第三世界の諸国を含む）
黄色＝中華人民共和国及び中華人民共和国に与した東側諸国（アルバニア社会主義人民共和国と民主カンボジア）
黒＝ソビエト連邦と中華人民共和国の両者にも与しなかった東側諸国（ユーゴスラビア社会主義連邦共和国と北朝鮮）

中ソ対立が、東側諸国内部の関係に及ぼした影響を一枚の地図に図示するならば右図のようになるが、実際には各国の立場は微妙なニュアンスと時代ごとの変化を含んでいる。以下、代表的な国を例示する。
- アルバニア社会主義人民共和国（地図上では「黄色」に分類）

中国と友好し、ソ連と敵対。1968年にワルシャワ条約機構を脱退。1971年にはアルバニア決議を出して、中華民国を国際連合から追放させる。1976年の毛沢東の死後は中国とも敵対し（中ア対立）、事実上鎖国的な孤立政策を取る。
- ユーゴスラビア社会主義連邦共和国（地図上では「黒」に分類）

1948年にソ連と対立しコミンフォルムを除名処分。非同盟諸国の有力国家となり、1977年にヨシップ・ブロズ・チトー大統領は中国を訪問した。
- ルーマニア社会主義共和国（地図上では「赤」に分類）

1968年のプラハの春では、ワルシャワ条約機構軍の軍事介入を非難するなど、ソ連とは距離を取って西側に接近しており、中ソ対立最中の1969年にニコラエ・チャウシェスク国家評議会議長が中国を訪問、1978年には華国鋒がルーマニアを訪問するなど、中国とも一定の外交関係を有していた。
- 朝鮮民主主義人民共和国（地図上では「黒」に分類）

金日成統治下の北朝鮮は、中ソ双方と等距離の友好外交を行った。
- ベトナム社会主義共和国（地図上では「赤」に分類）

ベトナム戦争では、ホー・チ・ミン率いるベトナム民主共和国（北ベトナム）が、ソ連と中国の両国から双方から援助を受けた。しかし、ベトナム戦争が終結し、1976年に南北ベトナムが統一されると（ベトナム社会主義共和国の成立）、1979年のカンボジア侵攻と中越戦争で中国と敵対し、それ以降も中国との領土紛争が起こって敵対する一方、ソ連との友好は維持された。ソ連崩壊後の現在でも、ベトナムと中国は南シナ海の領有権問題で対立している。
- カンボジア（地図上では「黄色」に分類）

ポル・ポト政権（民主カンボジア）は親中。ヘン・サムリン政権（カンプチア人民共和国）は親ソ。
- キューバ（地図上では「赤」に分類）

アメリカとの対立によりソ連に接近。中国とは友好も敵対もせず。しかし、1966年に「カストロ首相、中共を激しく非難」という記事が毎日新聞に大きく掲載されていることなどから、やはり当時はキューバもソ連に与しており、中国との関係は悪かったようである。
- その他

## 日本の左翼党派の立場
- 日本共産党

日中共産党の関係#中ソ対立と日中共産党の関係を参照
- 日本革命的共産主義者同盟革命的マルクス主義派（革マル派）

反スターリン主義の立場から、中ソを全面否定。
- 革命的共産主義者同盟全国委員会（中核派）

反スターリン主義の立場から、中ソを全面否定するが、中国総路線の「虚偽性の暴露」のための理論闘争を展開しなければならないと主張。
- 共産主義者同盟（ブント）

帝国主義の評価の点で、中国のほうが正しいとした。しかし、中国共産党には、世界革命論が欠落しているとも主張。
- 日本社会主義青年同盟

平和共存を支持するとした。中ソ論争の評価に対しては、中ソ論争が帝国主義者に利用されないよう、留意すべきであると主張。
- フロント

ソ連を支持。
- 日本革命的共産主義者同盟（第四インターナショナル日本支部）

ソ連労働者国家無条件擁護・官僚制打倒を主張。

## 関連文献
- 毛里和子『中国とソ連』岩波書店《岩波新書》、1989年